# La Puebla de los Infantes
La Puebla de los Infantes este un municipiu în provincia Sevilia, Andaluzia, Spania cu o populație de 3.361 locuitori.
1. ↑  Nomenclátor Geográfico de Municipios y Entidades de Población (20240402 edition)